# Гартмут Флекнер
Гартмут Флекнер (нім. Hartmut Flöckner, 27 червня 1953) — німецький плавець.
Учасник Олімпійських Ігор 1972, 1976 років.
Призер Чемпіонату Європи з водних видів спорту 1970, 1974 років.